# Krčava
Krčava – wieś (obec) na Słowacji położona w kraju koszyckim, w powiecie Sobrance. Pierwsze wzmianki o miejscowości pochodzą z roku 1302.
Według danych z dnia 31 grudnia 2012, wieś zamieszkiwało 418 osób, w tym 225 kobiet i 193 mężczyzn.
W 2001 roku pod względem narodowości i przynależności etnicznej wyglądał następująco:
- Słowacy – 97,89%
- Czesi – 0,7%
- Ukraińcy – 1,41%

Ze względu na wyznawaną religię struktura mieszkańców kształtowała się w 2001 roku następująco:
- Katolicy rzymscy – 49,06%
- Grekokatolicy – 44,37%
- Prawosławni – 0,7%
- Ateiści – 0,23%
- Nie podano – 1,17%